# Bill DeMott
William Charles "Bill" DeMott II (10 de noviembre de 1966) es un luchador profesional estadounidense, más conocido por sus apariciones en la World Championship Wrestling y World Wrestling Entertainment como Hugh Morrus y Bill DeMott, respectivamente, y como Crash The Terminator en Extreme Championship Wrestling y Japón. En la WCW fue dos veces Campeón de los Estados Unidos.

## Vida personal
DeMott se casó con su primera esposa Rose Azzolino en 1987, cuando cumplió veintiún años. La pareja tuvo dos hijas, Casey, que nació dos meses antes del 7 de julio de 1993 y Keri, quien nació el 9 de enero de 1995. El matrimonio fue anulado en 2004. Se casó con su segunda esposa, Lacey Storey el 18 de diciembre de 2004. La pareja tiene un hijo juntos, llamado William Charles DeMott III, que nació el 2 de noviembre de 2008.

## Carrera
DeMott fue entrenado por Johnny Rodz en su escuela de lucha libre en Nueva York a partir de 1988. Desde ahí comenzó a trabajar en pequeñas promociones independientes utilizando el nombre de Sweet Williams. En 1992 DeMott comenzó a luchar para la American Wrestling Federation, y comenzó a usar el nombre de Crash The Terminator. Bajo este nombre se encontró con un cierto éxito, primero al capturar el título Peso Pesado de la AWF frente a Steve Strong en Puerto Rico, antes de pasar a la promoción japonesa W*ING y ganar el campeonato por equipos con Mr. Pogo. En 1993, mientras competía en W*ING, Demott ganó un torneo de 16 hombres para ser coronado como el campeón Peso Pesado.

### Extreme Championship Wrestling (1993-1994)
Cuando DeMott regresó a los Estados Unidos, luchó para Extreme Championship Wrestling por un corto tiempo, antes de pasar a Pennsylvania Championship Wrestling, donde una vez más ganó el campeonato peso pesado, esta vez sobreviviendo a un número de competidores en una batalla real para conseguirlo.

### World Championship Wrestling (1995-2001)
En 1995, DeMott firmó un contrato para la World Championship Wrestling (WCW) a instancias de Kevin Sullivan, quien había quedado impresionado con él. Debutó en los dark matches como The Man of Question y The Laughing Man, un gimmick extraño que llevaba una camiseta cubierta de signos de interrogación y riendo con frecuencia. Hizo su debut en la televisión como miembro de Dungeon of Doom con el nombre de Hugh Morrus (un juego de palabras con la palabra en inglés humorous) en el episodio del 18 de noviembre de 1995 de WCW Saturday Night, en un vignette dentro de Dungeon, donde "The Taskmaster" Kevin Sullivan le dijo a su "padre" (Kayfabe) The Master, que estaba dándole algo que él nunca tuvo, la risa, y que él le estaba dando "el hombre de la isla de Nowhere". El nombre The Morrus iba a durarle la mayor parte de su carrera en la WCW. Lo más destacado de Hugo Morrus era su movimiento final, un moonsault apodado el "No Laughing Matter" , que a menudo termina con un cabezazo. Al ver al casi hombre de 300 libras a través del aire, impresionó a un número de personas (tanto en la gente del público como a las personas detrás del escenario).
Tras la disolución de Dungeon of Doom, Morrus fue relegado a un cargo inferior. Como un curtain jerker hizo historia el 22 de septiembre de 1997, cuando se convirtió en el primer luchador en perder un combate televisado frente a Bill Goldberg.
Después de esto, sigue utilizando el gimmick de Hugh Morrus, cambiando por completo las pistas musicales de su entrada. Luego desarrollo una unión de lucha al estilo Hardcore en la WCW formando parte del stable First Family de Jimmy Hart. Parecía que él (junto al resto del grupo) estaban en camino a un gran impulso dentro de la empresa, cuando se aseguró un Pay-Per-View al ganar a sus rivales de Revolution, pero el grupo pronto terminó por disolverse.
En este momento, DeMott tomó un tiempo libre de la WCW. Regresó a principios de 2000 utilizando el mismo nombre y el traje del anillo, pero aplastar a una serie de luchadores como una versión más enojado de sí mismo. El truco Morrus enojo llegó a su fin cuando Vince Russo y Eric Bischoff se hizo cargo y prometió tomar WCW en una "nueva dirección".
Después de conseguir en el lado malo de Russo (en kayfabe), Morrus fue despedido de su estable New Blood, junto con una serie de otros luchadores. Estos miembros de la ex-Nueva Sangre (incluyendo Chavo Guerrero, Jr. y Booker T) forman la comedia estable Misfits In Action, todos ellos adoptaron nuevos nombres de temática militar por sí mismos. Morrus, el líder, rebautizado a sí mismo el general Hugh G. dirección (un juego de palabras sobre el término "gran erección"), y dirigió el grupo en una pelea contra los Filthy Animals.
Naturaleza cómica del grupo y la tasa de trabajo de algunos de los luchadores hicieron los favoritos del grupo inmediato, con los aficionados. Tras la introducción del talón equipo de Canadá, The Misfits In Action se creó en Estados Unidos, aunque la mayor parte del truco sigue siendo el mismo. Corrección feudo con Storm Team Canadá líder Lance, golpearlo y sierra Jim Duggan en un handicap match en Halloween Havoc 2000.
Después de su feudo con Lance Storm, la noche siguiente en WCW Monday Nitro, DeMott estaba en el ring y le habló a los aficionados. Durante este segmento, el vestuario WCW vaciado y muchos luchadores entre bastidores de pie en las palmas puerta de entrada para DeMott, Bill Goldberg tomó el micrófono y, con cariño al recordar su primer rival en la WCW, dijo: "Hey, la racha de Goldberg tuvo que comenzar en alguna parte, mi amigo ". En quizás uno de los mayores logros de DeMott en la lucha libre, que se ganó el respeto de sus compañeros.
The Misfits In Action finalmente se rompió y DeMott tomó el nombre de Hugh Morrus de nuevo por una pelea con el exmiembros de la cuadra. Morrus compitió en la división de EE. UU. WCW ganador del campeonato de los Estados Unidos de Campeones en dos ocasiones hasta que compra la World Wrestling Federation de la WCW.

### World Wrestling Federation / World Wrestling Entertainment (2001-2007)
Cuando WCW fue comprada por la World Wrestling Federation (WWF) Morrus firmó un acuerdo con el WWF y se convirtió en parte del ángulo de la invasión como un miembro de la Alianza. Morrus hizo su debut en WWF en el 4 de junio de 2001 episodio de Raw Edge atacar, pero no se debut en el ring hasta julio de 2001. Morrus no hizo un gran impacto en este punto de vista sobre todo como él luchó en la muestra menor de WWF (Calor y Jakked). Solo tenía tres partidos de alto perfil, con ellos estar en WWF Invasion 22 de julio cuando él, junto con Shawn Stasiak y Chris Kanyon, derrotó a Big Show, Billy Gunn y Albert, en el 9 de agosto en SmackDown! perder a Chris Jericho como parte Stephanie McMahon tomó oponente, y, en el 27 de agosto la edición de Raw Edge, que enfrenta por el Campeonato Intercontinental de la WWF, que mantiene al borde Morrus ganó por descalificación. Cuando el ángulo que terminó en Survivor Series 2001, después de Alianza equipo perdió al equipo de WWF, Morrus fue despedido kayfabe por Vince McMahon. Estaba acostumbrado en las ferias casa y trabajó en el desarrollo de WWF Heartland Wrestling Asociación territorio. Durante su tiempo allí, junto con Raven, derrotó a Lance Cade y Steve Bradley para convertirse en campeones HWA Tag Team el 12 de marzo de 2002.
En abril de 2002, Ric Flair fue capaz de "salvar su puesto de trabajo" y obtener lo reclutó para la marca SmackDown! de la marca. Morrus regresó el 6 de abril de 2002, episodio de Jakked junto a Chavo Guerrero (que era también un miembro de la Alianza) y derrotó a The Hurricane y Funaki. Morrus fue uno de los pilares sobre Jakked (más tarde rebautizada velocidad) hasta finales de julio de 2002, cuando era legítimamente, gravemente herido en un accidente de moto y tuvo que tomar una licencia del anillo. Durante su tiempo libre, se convirtió en un entrenador de la tercera temporada de Tough Enough, la WWE, programa de televisión realidad.
Cuando había sanado lo suficiente, Morrus hizo su regreso el 23 de noviembre de 2002, edición de la velocidad, la facturación a sí mismo bajo su verdadero nombre, Bill DeMott. DeMott hizo oficial SmackDown! regreso el 5 de diciembre de 2002, como un monstruo talón derrotar a Funaki en un partido de squash. Después de su regreso, se le dio un empujón que le había aplastando varios luchadores, entre ellos Funaki, Shannon Moore, Chuck Palumbo, Holly Crash, y Rikishi, incluso en dos ocasiones separadas en SmackDown!. Este impulso no duró mucho, sin embargo, como DeMott fue degradado a la velocidad a partir de febrero de 2003. En mayo, DeMott dio un giro de la cara y empezó a contar chistes toc-toc. El truco no superarlo, pero él seguía siendo un pilar de la velocidad y continuó con su dominio en el ring. Su partido televisado pasado fue el 14 de junio episodio de la velocidad derrotar a Chris Kanyon. Ese mismo mes, se retiró de la DeMott acción en el ring, citando años de lesiones en la rodilla. Se convirtió en un comentarista de la velocidad en noviembre hasta el 4 Tough Enough, donde una vez más se convirtió en un entrenador.
Cuando la producción de Tough Enough 4 envuelto, DeMott no hacer una vuelta a la velocidad. En cambio, se convirtió en un entrenador a tiempo completo para la WWE. Mientras que los luchadores de capacitación en profundidad de la WWE "territorio agrícola" South Wrestling, que regresó brevemente a la acción en el ring a hacer equipo con el diácono Freakin 'para hacer frente a la Gymini. DeMott también booker de DSW, sin embargo su dirección en la promoción ha sido criticado, especialmente por el ex WWE desarrollo firmante Kenny Omega, que se retiró de su contrato debido a los malos tratos. DeMott fue liberado de su contrato con la WWE el 19 de enero de 2007, [2] con Tom Prichard tomar su lugar como entrenador.

### Circuito Independiente
Desde su separación de la WWE, DeMott ha competido en varios diferentes promociones independientes, incluyendo Carolina Asociación de lucha y el Reino Unido Wrestling Federation.

### World Wrestling Entertainment (2011-2015)
DeMott fue el entrenador principal de la renovada serie Tough Enough. Desde entonces, un perfil de WWE Alumni se ha creado para él en WWE.com. era el entrenador principal en NXT hasta el 6 de marzo de 2015.

## Campeonatos y logros
- Americas Wrestling Federation (Puerto Rico)
  - AWF Heavyweight Championship (1 vez)

- Heartland Wrestling Association
  - HWA Tag Team Championship (1 vez) - con Raven

- Pennsylvania Championship Wrestling
  - PCW Championship (1 vez)

- Pro Wrestling Illustrated
  - PWI ranked him #40 of the top 500 singles wrestlers in the PWI 500 in 2001[7]
  - PWI ranked him #450 of the 500 best singles wrestlers of the PWI Years in 2003.

- Wrestling International New Generations
  - W*ING Championship (1 time)
  - W*ING Tag Team Championship (1 vez) - con Mr. Pogo

- World Championship Wrestling
  - WCW United States Heavyweight Championship (2 veces)
  - WCW World Tag Team Championship (1 vez) – con Alex Wright[8]